# تلمبة فاتحي (نغار بردسير)
تلمبة فاتحي (بالإنجليزية: Tolombeh-ye Fathi)‏ هي مستوطنة تقع في إيران في كرمان.